# Södermanlands runinskrifter 204
Sö 204 är en vikingatida runsten av gnejs i väggen på Överselö kyrka, Överselö socken och Strängnäs kommun i Södermanland. Stenen är 150 cm lång och 85 cm bred. Runhöjden är 6–8 cm. 
Stenen finns avbildas i Bautil, men var sedan försvunnen till 1936 då ristningen kom i dagern i kyrkans yttervägg, nära marken. Stenen är mycket skör, och det var inte möjligt att ta fram den, utan istället skapades en nisch, så att ristningsytan i sin helhet blev synlig. En del av den avflagnade stenytan förvaras (förvarades) på Statens historiska museum för konservering.

## Inskriften
Translitterering av runraden:
§P : hier : skal : stenta : stei(n) ...kia(l)t : runi... ... (u)arfaitr : (i)(f)tiR : faþurs:broþur · sen · 
§Q : hier : skal : stenta : stei(n) ... ...kia(l)t : run(u)... ... ... (u)arfaitr : (i)(f)tiR : faþurs:broþur · sen ·
Normalisering till runsvenska:
§P Her skal standa stæinn <...kialt> <runi...> ... Varfæitr(?) æftiR faðursbroður senn. 
§Q Her skal standa stæinn [at In]giald, runu[m ruðinn, ræisti] Varrfæitr æftiR faðursbroður senn.
Översättning till nusvenska:
Här skall stå sten . . . [reste] uarfaitr efter sin farbroder.
Stenen inleds på samma sätt som Sö 206 av samma mästare.